# Después de los nueve meses
Después de los nueve meses es una película española de comedia estrenada el 29 de abril de 1970, dirigida por Mariano Ozores y protagonizada en los papeles principales por Concha Velasco, Juan Luis Galiardo, Manolo Gómez Bur, Julia Martínez, Antonio Ozores, Juanjo Menéndez, Teresa Gimpera y Patty Sheppard.
Se trata de una secuela conceptual de Crónica de nueve meses (1967), pues empieza en la etapa posterior al parto, justo donde aquella acababa, pero con nuevas parejas de personajes. Además se repite la misma fórmula de historias cruzadas, la animación del bebé que presenta la película, e incluso parte del mismo equipo artístico y técnico (director, guionista, director de fotografía, editora, el personaje del doctor interpretado por Rafael Arcos, etc.).

## Sinopsis
En idéntico día y hora nacen en una clínica varios bebés. El efecto de sus nacimientos es diferente para sus respectivos padres y madres: hay novatos, profesionales de familia numerosa y una madre soltera.

## Reparto
- Concha Velasco como Nati.
- Juan Luis Galiardo como Pablo Román.
- Teresa Gimpera como Elvira.
- Julia Martínez como Valentina.
- Manolo Gómez Bur como Antón.
- Antonio Ozores como Nicolás Bernabé.
- Patty Shepard como Rosario.
- Juanjo Menéndez como Cristóbal Marín.
- María Luisa Ponte como Doña Paz, madre de Nati.
- José Luis Coll como Rodolfo Cascajosa.
- Rafael Arcos como Dr. Miguel Amezcua.
- José Orjas como Don Luis, un sacerdote.
- Ingrid Spaey como Enfermera.
- Goyo Lebrero como Cerrajero.
- Mariano Ozores Francés como Padre de Nicolás.
- Luis Barbero como Padre de Rosario.
- Pilar Gómez Ferrer como Madre de Nicolás.
- Mery Leiva como Madre de Rosario.
- Vicente Roca como Recepcionista.
- Erasmo Pascual como Cura del bautizo.
- Jesús Guzmán como Taxista.
- Jaime de Mora y Aragón como Don Jaime.